# Villafufre

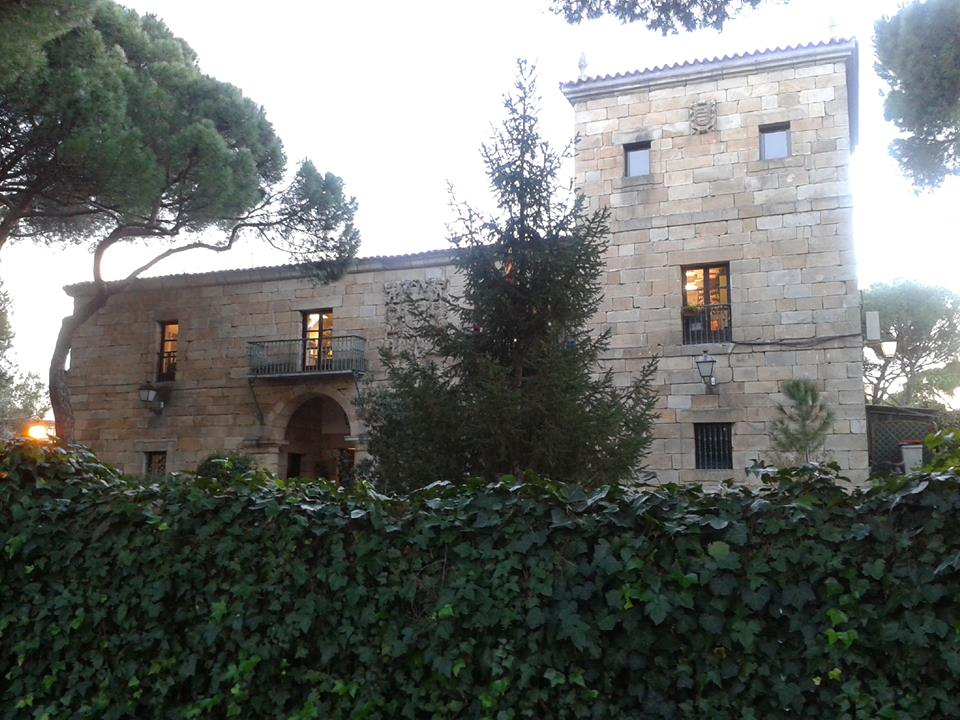
Palacio de Ceballos llevado de Villafufre a Casa de Campo de Madrid

Villafufre es un municipio de la comunidad autónoma de Cantabria (España). Limita al norte con Santa María de Cayón, al sur con Villacarriedo, al oeste con Santiurde de Toranzo y al este con Saro. El municipio se encuentra situado en la comarca del Pas-Miera (comarca de los Valles Pasiegos) y por su territorio discurre el río Pisueña, principal afluente del río Pas. 
El municipio de Villafufre se extiende sobre una superficie de 30,1 km² en el límite norte de la comarca pasiega, entre las cabeceras de los valles de Toranzo y Carriedo, atravesados por los ríos Pas y Pisueña respectivamente.
Los núcleos de población del municipio (cuenta con 1115 habitantes) se asientan al sur de la Sierra Manzano, la cual corona las cumbres de Sopeña (532 metros) y Caballar (656  metros). En el centro se eleva el cueto de San Martín (319 metros), que lo divide en dos vertientes, por la occidental desciende el arroyo de La Plata y por la oriental son numerosos los regatos que surcan la vega del Pisueña (Bustillo, Socorral, Álamos).

## Geografía
Con una extensión de 31,1 kilómetros cuadrados, Villafufre es el sexagésimo noveno municipio de Cantabria por superficie (ver tabla).
El municipio está situado en la zona central de Cantabria, dentro de la comarca de los Valles Pasiegos. Limita al norte con los términos de Santa María de Cayón y Santiurde de Toranzo, al sur con Villacarriedo y Santiurde de Toranzo,  al este con Saro y al oeste nuevamente con Santiurde de Toranzo.
|                             | Norte: Santa María de Cayón               |            |
| Oeste: Santiurde de Toranzo |                                           | Este: Saro |
|                             | Sur: Villacarriedo y Santiurde de Toranzo |            |

## Historia
El valle del Pisueña es accesible desde el de Toranzo y se asienta al sur de las sierras de Villacimera y Cabarga, parajes que fueron escenario de ocupación humana desde el Paleolítico y más tarde alojaron castros protohistóricos. En época romana la línea de cumbres entre los valles de Toranzo e Iguña fueron escenario de combates entre las poblaciones indígenas y los ejércitos imperiales. Sobre ellas se situó una serie de campamentos que son hoy de importancia a la hora de estudiar las llamadas guerras cántabras. 
En la Alta Edad Media se articularon una serie de asentamientos permanentes en el entorno de Villafufre, en un primer periodo vinculados a grandes centros religiosos; así, en el año 1018 consta Villafufre (Villa Erfuci, en un documento conforme al cual entra a formar parte de las propiedades de la abadía de Santillana del Mar), y Santa Eulalia de Sandoñana figura vinculada a la Colegiata de Santa Cruz de Castañeda, el monasterio más poderoso de la comarca Pas-Pisueña, si bien el documento en que esto aparece se fecha ya en el año 1438. 
Las poblaciones que surgieron en aquellos siglos terminaron conformando una serie de entidades conocidas como concejos, que sobrevivieron durante todo el Antiguo Régimen. En el caso de este municipio constan los antiguos concejos de Villafufre, con los barrios de Rasillo y San Martín, y Vega, con los barrios de Bustillo y La Canal. Los dos estaban integrados en una demarcación territorial más amplia, conocida como Valle de Carriedo, que incluía también a los concejos de Abionzo, Aloños, Bárcena, Escobedo, Llerana, Penilla, Santibáñez, Saro, Selaya, Soto, Tezanillos y Villacarriedo. Los concejos eran administrados por uno o varios regidores asistidos por otros oficiales de menor rango, contando como órgano rector la institución conocida como concejo abierto. En cuanto a la organización del Valle de Carriedo, éste era administrado por un procurador general, dos regidores generales (decano y ordinario), un fiscal y un alcalde de Santa Hermandad. Los cargos se elegían anualmente el 1 de enero en una junta general celebrada en Bárcena.
El valle estaba comprendido a su vez en otra circunscripción más extensa conocida como Merindad de las Asturias de Santillana, que figura en el Becerro de Behetrías (1351) dentro de la Merindad Mayor de Castilla (que también consta como Adelantamiento Mayor de Castilla). La mayor parte de estas tierras, en origen de realengo, terminó vinculada a distintos señoríos laicos en los últimos siglos medievales; en el caso de Carriedo, a la Casa de la Vega, que recibió en 1341, en la persona de Gonzalo Ruiz de la Vega, diversos privilegios de manos de Alfonso XI de Castilla y León, entre ellos las rentas reales y la administración de la justicia. En el Apeo de Pero Alfonso de Escalante, fechado en 1403, en Villafufre y su entorno se confirma la pertenencia de Carriedo a los Vega. Dos décadas después, en 1432, el señorío pasó a engrosar el patrimonio de los Mendoza a través de Íñigo López de Mendoza, tras la muerte de su madre Leonor de la Vega, esposa del almirante Diego Hurtado de Mendoza. En 1439 se promovió un pleito (Pleito Viejo) a raíz de la oposición de los lugareños al nombramiento por parte de Íñigo de Mendoza de sus propios oficiales en el territorio de las Asturias de Santillana. La hegemonía de los Mendoza fue, sin embargo, consolidada en 1445: Íñigo López logró que el rey de Castilla, Juan II, confirmara sus derechos sobre los valles de las Asturias de Santillana y su nombramiento como Marqués de Santillana y Conde de Manzanares (en 1448 quedaron confirmados sus privilegios, que incluían la administración de justicia, el gobierno, la provisión de oficios, la subordinación de órganos municipales y la recepción de los ingresos, impuestos cedidos y rentas señoriales, excepto aquellas que correspondieran al monarca).
En el ejercicio de aquellos derechos se recurrió habitualmente a la violencia, lo cual condujo a que el valle de Carriedo se decidiera a entablar un pleito ante la Real Chancillería de Valladolid, presentando petición y demanda en mayo de 1495 el procurador general Gonzalo de la Concha contra los Mendoza, duques del Infantado. Aquella se resolvió el 18 de junio de 1499 con el reconocimiento del derecho del valle a poner alcaldes y jueces competentes para conocer pleitos civiles y criminales en primera instancia. El fallo fue confirmado en sentencia definitiva el 1 de junio de 1546. Este proceso fue el punto de partida de otro promovido por los valles de Alfoz de Lloredo, Cabezón, Cabuérniga, Camargo, Cayón, Penagos, Piélagos, Reocín y Villaescusa, que se resolvió en sentencia y en fallo de revisión en 1581, fallándose la reversión a la Corona de los valles. En 1630 estos territorios pasaron a integrar la Provincia de los Nueve Valles, creada por privilegio de Felipe IV. Esta institución fue el germen de la provincia de Cantabria, articulada en 1778-1779 (a esta entidad se unió también Carriedo), que pervivió hasta los primeros años del XIX.
Entretanto, ha de señalarse que a lo largo de la Edad Moderna el valle de Carriedo consta incluido dentro del ámbito competencial de otras instituciones: formaba parte del Corregimiento de las Cuatro Villas de la Costa de la Mar, que comprendía todo el territorio de realengo entre Peñamellera y Ribadedeva y Castro Urdiales, y estuvo adscrito al partido de Trasmiera de la provincia fiscal de Burgos, creada hacia 1500. Con la llegada al poder de los Borbones a comienzos del siglo XVIII, se trató de unificar las funciones de policía, justicia, finanzas y guerra, transformando las provincias en demarcaciones llamadas intendencias (la unificación solo se produjo de forma temporal). Hacia finales de aquella centuria el valle de Carriedo pertenecía al partido de Laredo de la provincia de Burgos. 
En los primeros años del siglo XIX estuvo incluido dentro del ámbito competencial de otras instituciones territoriales; así, entre 1801 y 1803, y de nuevo de 1816 a 1833, formó parte de la provincia marítima de Santander, independiente de Burgos en materia fiscal. Entre 1810 y 1813 se integró en la prefectura de Santander, fundada siguiendo el modelo francés introducido por José I. Entre 1822 y 1823 quedó incorporada a la provincia constitucional de Santander y en 1833 se incluyó en la provincia de Santander. 
En la Real Orden de 28 de marzo de 1821 se confirmó la división del antiguo valle de Carriedo en los ayuntamientos de Santibáñez, Selaya y Villafufre, integrados en el partido judicial de Ontaneda. Una década después, en el Decreto Orgánico municipal de 23 de julio de 1835, constan Carriedo y Selaya dependientes del partido judicial de Villacarriedo. En el diccionario de Pascual Madoz, editado entre 1845 y 1850, se incluyen los ayuntamientos de Saro, Selaya, Villacarriedo y Villafufre, este último «cabeza del ayuntamiento de su mismo nombre, a que se hallan agregados los pueblos de Escobedo, Penilla, Rasillo y San Martín» (Vega pertenecía entonces a Saro).

## Patrimonio

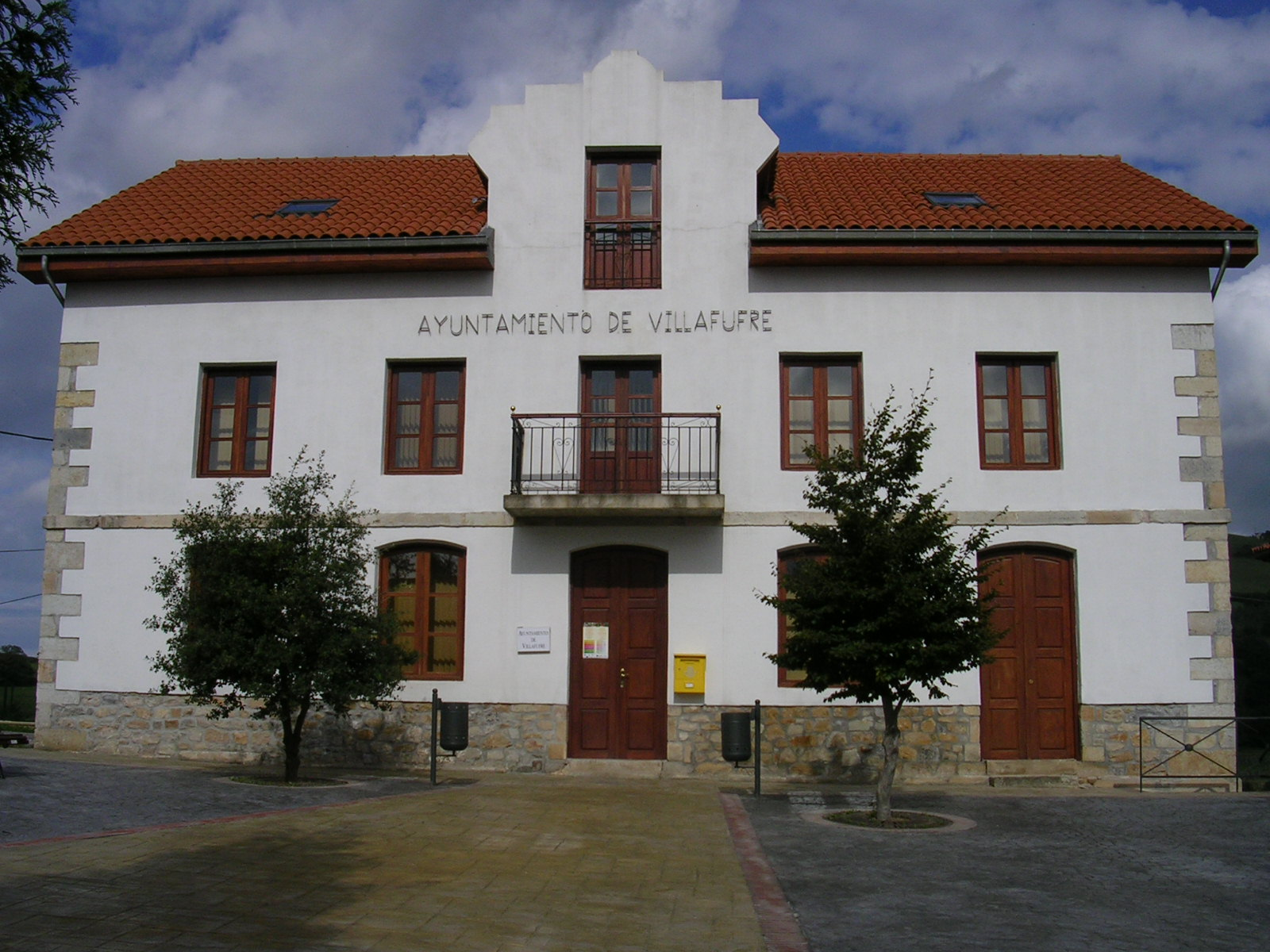
Ayuntamiento de Villafufre

Casa Solar Gómez de Villafufre

El templo parroquial de Sandoñana fue construido a finales del siglo XVI, pero ha sufrido diversas reformas, la última en 1954, que han desvirtuado su estructura original. Aún se conservan los pilares fasciculados del arco triunfal y la puerta de ingreso bajo la espadaña; como elementos más característicos en la escultura, predominan las obras de pasta, siendo de interés el Cristo del presbiterio y algunas tallas retiradas del culto.
La ermita de Susvilla, dedicada a San Pedro, es de la misma época y posee un retablo salomónico con un excelente conjunto de imaginería popular, entre las que se encuentra la imagen triple de Santa Ana.
La ermita de Penilla se edificó en 1781 y se ha conservado en su estado original. Posee una planta central de cruz griega, con cúpulas y capillas poligonales, siendo además reseñables, por su clasicismo y sobriedad, la portada y la espadaña. Retablos de imaginería son de la época, a excepción de alguna imagen de Olot.
La iglesia parroquial del pueblo de Villafufre es una construcción del siglo XVII, con bóveda solo en el ábside y la nave, con armadura de madera a dos aguas. Contiene un excelentísimo retablo mayor de principios del siglo XVIII, de orden salomónico, en el que sobresale el sagrario-expositor, quizás anterior al retablo, y la imaginería popular de las calles (Virgen, San Pedro y San Pablo) y ático (Calvario). También son de interés, por su carácter popular, los retablos salomónicos laterales, con imaginería original así como el púlpito de piedra y el incensario. Existió un Palacio de Ceballos en Villafufre que actualmente se encuentra en la Casa de Campo de Madrid y del cual solamente queda la portalada en Villafufre. El palacio perteneció a D. Manuel Antonio de Cevallos y Cevallos, Caballero de la Orden de Santiago y Corregidor de Madrid. La casa de la cotera de Villafufre, al lado de la Iglesia, lleva el escudo del importante linaje Gómez de Villafufre al que pertenecieron grandes personalidades del valle de Carriedo como Procuradores, Regidores, Notarios, Religiosos y Justicia mayor del valle desde el siglo XIV.
El pueblo de Vega, muy cerca del término municipal de Saro, fue el solar de donde procedía el genial dramaturgo del Siglo de Oro, Lope de Vega, conocido como el "Fénix de los Ingenios" y que alcanzó un reconocimiento internacional. 
Merece la pena acercarse para visitar la casa. Es un buen ejemplo de casona montañesa, de dos plantas separadas por imposta con zaguán abierto por dos arcos de medio punto y gran escudo soportado por leones, con las armas de Castillo, Vega y Miera, centrado en la planta principal. En la corralada de esta casa se sitúa un rollo heráldico.
También aquí se encuentra la casona de Obregón, con la portalada del "Obispo", una de las mejores de Cantabria, de dos pisos. Destaca el enorme escudo heráldico con atributos religiosos situado en el segundo piso de la portalada y la corralada con cubos de grandes dimensiones.
Muy cerca de la Vega de Carriedo se puede ver el convento franciscano de La Canal de Carriedo. En su interior se encuentran las estatuas orantes de Domingo Herrera y Catalina Losada (siglo XVII). Al exterior, se trata de un edificio interesante, formado por varios cuerpos y con varios escudos, destacando uno de gran tamaño que se encuentra situado en el frontal, sobre la puerta. Para llegar, tenemos que ir desde San Martín en dirección a Villacarriedo.

## Demografía
Villafufre cuenta con una población de 1019 habitantes (INE 2024).
| Gráfica de evolución demográfica de Villafufre entre 1857 y 2021                                                    |
| |
| Población de derecho según los censos de población del INE Población de hecho según los censos de población del INE |

## Administración y política

### Gobierno municipal
El actual alcalde del municipio es José Luis Cobo (PP) desde abril de 2019, quien asumió el cargo tras el fallecimiento de Marcelo Mateo, que fue alcalde entre 1999 y 2019.
| Partido político                         | 2023  | 2023  | 2023       | 2019  | 2019  | 2019       | 2015  | 2015  | 2015       | 2011  | 2011  | 2011       | 2007  | 2007  | 2007       | 2003  | 2003  | 2003       |
| Partido político                         | Votos | %     | Concejales | Votos | %     | Concejales | Votos | %     | Concejales | Votos | %     | Concejales | Votos | %     | Concejales | Votos | %     | Concejales |
| Partido Popular (PP)                     | 451   | 60,05 | 6          | 382   | 54,41 | 5          | 458   | 64,24 | 6          | 546   | 68,08 | 7          | 509   | 62,84 | 6          | 475   | 55,62 | 6          |
| Partido Regionalista de Cantabria (PRC)  | 294   | 39,14 | 3          | 308   | 43,87 | 4          | 223   | 31,28 | 3          | 212   | 26,43 | 2          | 287   | 35,43 | 3          | 131   | 15,34 | 1          |
| Partido Socialista Obrero Español (PSOE) | —     | —     | —          | —     | —     | —          | 14    | 1,96  | 0          | 29    | 3,62  | 0          | —     | —     | —          | 232   | 27,17 | 2          |

### Localidades
- Argomeda
- Bustillo de Villafufre
- Escobedo
- La Canal
- Ojuriego
- Penilla
- Rasillo
- Sandoñana
- San Martín de Villafufre
- Trasvilla
- Susvilla
- Vega de Villafufre
- Villafufre (capital)

## Economía
De acuerdo con la Contabilidad Regional que realiza el Instituto Cántabro de Estadística (ICANE), en el año 2020 la renta per cápita de Villafufre era de  10 029 euros por habitante, por debajo de la media regional que se sitúa en 15 919 €.
Un 28,1 % de la población de Villafufre se dedica al sector primario, un 18,8 % a la construcción, un 17,6 % a la industria y por último un 35,6 % al sector servicios. Predomina por tanto el sector terciario.[cita requerida]